# Isoperla libanica
Isoperla libanica is een steenvlieg uit de familie Perlodidae. De wetenschappelijke naam van de soort is voor het eerst geldig gepubliceerd in 1964 door Aubert.